# Абделкарим Хасан
Абделкарим Хасан (арап. عبد الكريم حسن; Доха, 28. август 1993) професионални је катарски фудбалер који игра на позицији левог бека. Тренутно наступа за Персеполис и за репрезентацију Катара.
Након омладинске каријере у Ал Саду, 2010. године је заиграо за први тим. Био је на позајмици једно кратко време у Епену.

## Трофеји
Ал Сад
- Прва лига Катара: 2012/13, 2018/19, 2020/21, 2021/22.
- Куп Емира Катара: 2014, 2015, 2017, 2020, 2021.
- Куп Катара: 2017, 2020, 2021.

Катар
- АФК азијски куп: 2019.